# Viscount Allenby

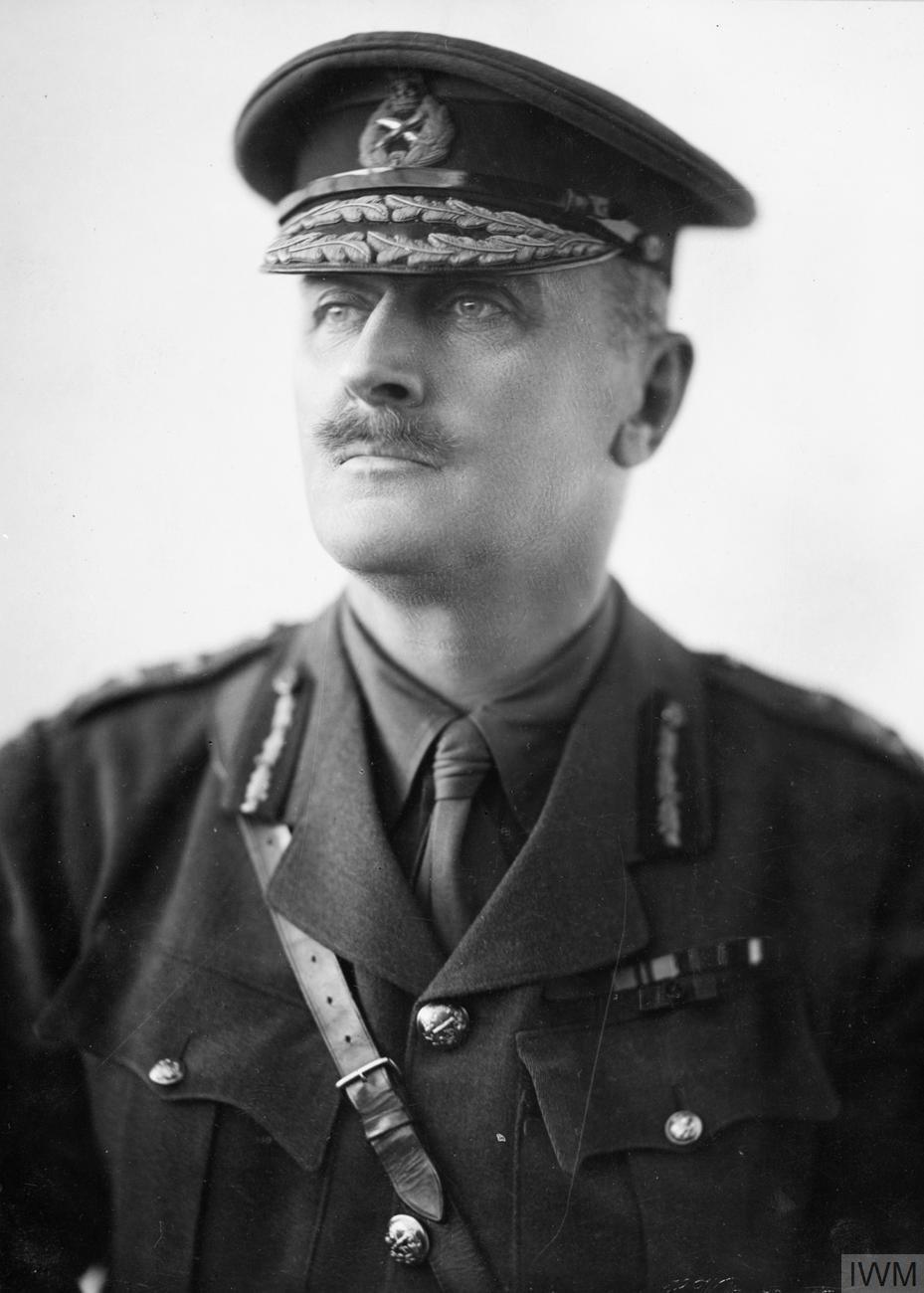
Edmund Allenby, 1:e viscount Allenby.

Viscount Allenby, av Megiddo och Felixstowe i Suffolk, är en brittisk adelstitel. Den skapades den 7 oktober 1919 för fätherren sir Edmund Allenby. Om han dog utan manlig arvinge skulle den övergå till brodern kapten Frederick Claude Hynman Allenby och dennes inomäktenskapliga manliga arvingar. I enlighet med den bestämmelsen ärvdes han av sin brorson. Dennes son, som ärvde titeln 1984, är en av de nittio pärer som valts att sitta kvar i House of Lords efter att den automatiska rätten för innehavare av ärftliga adelstitlar att sitta i överhuset upphörde 1999.

## Innehavare av titeln (sedan 1919)
- Edmund Henry Hynman Allenby, 1:e viscount Allenby (1861–1936)
- Dudley Jaffray Hynman Allenby, 2:e viscount Allenby (1903–1984)
- Michael Jaffray Hynman Allenby, 3:e viscount Allenby (född 1931)